# La Caldera (departement)
La Caldera is een departement in de Argentijnse provincie Salta. Het departement (Spaans:  departamento) heeft een oppervlakte van 867 km² en telt 5.711 inwoners.

## Plaatsen in departement La Caldera
- La Caldera
- La Calderilla
- Los Yacones
- Potrero de Castilla
- Vaqueros